# Wisconsin Tower
La Wisconsin Tower, o 606 Building, es un rascacielos art déco de gran altura de 22 pisos y 85 m en Milwaukee, Wisconsin (Estados Unidos). Se completó en 1930 y fue el segundo edificio más alto de Milwaukee en el momento de su finalización. Sería superado por la Chase Tower en 1961. Originalmente el edificio era una torre de oficinas, pero fue comprado y remodelado en 74 condominios en 2005. La renovación se completó el año siguiente. La torre está ubicada en 606 West Wisconsin Avenue.

## Historia
La Wisconsin Tower fue construida entre 1929 y 1930 y es uno de los primeros rascacielos de Wisconsin. Fue diseñado en estilo art déco por el estudio de arquitectura de Chicago de Weary & Alford Company. La firma diseñó varios edificios de oficinas y bancos del Medio Oeste durante este período que tenían características similares: rascacielos con exterior de piedra de Bedford y pisos superiores empotrados.
La espectacular entrada de mármol marrón, que rodea una reja de pájaros y flores, conduce a un vestíbulo igualmente impresionante, casi en su totalidad original. Las paredes del vestíbulo son de mármol italiano Levanto. Las puertas del ascensor, las señales del ascensor y el directorio son todos hermosos ejemplos del diseño art déco. La rejilla metálica continúa a lo largo de los lados sur y este del exterior del edificio. Todas las rejas fueron diseñadas por Edwin Weary, uno de los arquitectos, quien también diseñó el friso en el edificio Milwaukee Journal Sentinel, ubicado en State Street.
Fue conocida como la Mariner Tower hasta 1939. El nombre original vino del desarrollador, John W. Mariner. El terreno sobre el que se construyó la Torre Wisconsin fue comprado originalmente por John W. Mariner a los hermanos Thomas y John E. Saxe, famosos magnates del teatro de Milwaukee. Mariner era dueño de varios negocios relacionados con bienes raíces y murió varios meses antes de la finalización de la Torre. El cambio de nombre se produjo porque otro edificio del centro conocido como Mariner se confundía con frecuencia con Mariner Tower.
A una altura de 85 m y 22 pisos (el piso 22 contiene equipo y los dos pisos bajo tierra se utilizan para estacionamiento para residentes). Fue el rascacielos más alto construido en Milwaukee durante la década de 1920. La torre de acero en la azotea representa aproximadamente 35 pies de la altura total del edificio. Originalmente estaba encerrado en vidrio y se usó como baliza de avión. Ahora la estructura es puramente decorativa y está iluminada por la noche con luces led. Ahora hay una segunda torre de acero en la azotea, que no está incluida en la altura del edificio.
Aunque se ha especulado que el propósito original de la torre de acero era para aterrizajes de dirigibles, no hay pruebas. El rumor puede haber surgido en parte debido al parecido del edificio con el Empire State Building, que tiene una estructura similar que en realidad fue construida como plataforma de aterrizaje. De hecho, hay otros dos edificios construidos por el estudio de arquitectura Weary & Alford que se parecen mucho a la Torre de Wisconsin, como el First National Center de Oklahoma City.
Cuando se completó a fines de 1930, los cuatro ascensores de la Torre Mariner eran de vanguardia y se mencionaron de manera prominente en las noticias. Tenían mecanismos de parada y nivelación controlados electrónicamente, lo que significaba que los operadores de ascensores ya no tenían que usar delicadeza y conjeturas para detener el automóvil en el lugar correcto. Los inquilinos originales de la Torre incluían oficinas comerciales y médicas, tiendas y un restaurante. Durante gran parte del pasado, las oficinas médicas y legales ocuparon la mayor parte del espacio.  
En 1971, Mariner Realty vendió el edificio a Towne Realty. A principios de la década de 1990, con la recesión del vecindario de Westown, solo se alquiló un tercio del espacio de The Wisconsin Tower. Desde 1994 hasta 2002, el Instituto de Capacitación Empresarial de Milwaukee se trasladó a este sitio y arrendó cuatro pisos. 
Desde 1956 el ático en el piso 21 estuvo ocupado por la popular estación de radio de rock and roll FM 93 WQFM de Milwaukee, que salió del aire en 1996. La Torre también albergó una estación de policía y más tarde, los embajadores de servicio público de su inicio en 1999 hasta 2003. En 2004, el desarrollador Dave Leszczynski, propietario de City Real Estate Development, compró el edificio y comenzó la renovación del condominio que ve hoy.